# Никифор Хрисоверг
Ники́фор Хрисове́рг (греч. Νικηφόρος Χρυσοβέργης; ~ 1140 или ~ 1162 — после 1213) — греческий писатель, ритор и поэт, политический и церковный деятель, впоследствии митрополит Сардский.
Год и место рождения Никифора неизвестны; известно лишь то, что он принадлежал к служилой знати. Карьера Никифора началась в правление императора Исаака II Ангела. Через протекцию царского фаворита, будущего митрополита Солунского Константина Месапотамита, к которому обратился Никифор за помощью с письмом, он получает должность дидаскала в патриаршей школе при Соборе Святой Софии примерно в 1186 году. К этому времени относятся две сохранившиеся речи Никифора Хрисоверга, одна к патриарху Никите Мунтану (1186—1189), а другая к Константину Месапотамиту. В 90-е годы Никифор попадает под опалу, в это время написано его письмо к епископу Димитриады. К началу XIII века Никифор возвращается из опалы и с 1201 по 1204 год занимает должность магистра риторов. В это время написаны Никифором прогимнасмы, а также речи к императорам Алексею III Ангелу, Алексею IV Ангелу и к патриарху Иоанну X Коматиру.
В 1204 году Никифор становится митрополитом Сардским. Последнее упоминание о нём — «Синодальная грамота 1213 года о браке греческого императора с дочерью армянского князя», им самим подписанная.
В своем творчестве Никифор широко использовал сюжеты басен Эзопа. Литературное наследие Никифора Хрисоверга опубликовано не полностью, изданы лишь риторические стихотворения — прогимнасмы (др.-греч. προγύμνασμα — предварительная подготовка) и ямбические стихотворения, а также три речи к императорам Алексею III Ангелу и Алексею IV Ангелу.